# Maurizio Calvesi (historien de l'art)
Pour les articles homonymes, voir Calvesi.
Maurizio Calvesi, né le 18 septembre 1927 à Rome et mort le 24 juillet 2020 dans la même ville, est un historien de l'art italien. Il est spécialiste de l'art de la Renaissance, du baroque et du XXe siècle.

## Biographie
Maurizio Calvesi obtient en 1949 son diplôme de l'Université de Rome « La Sapienza ». Il s'intéresse notamment au Songe de Poliphile auquel il consacre deux ouvrages, mais se spécialise peu à peu au fil de sa carrière dans l'art des XIXe et XXe siècles. Sa carrière se divise entre l'enseignement de l'Histoire de l'art, l'administration muséale et la critique d'art.
Il intègre en 1988 la vénérable Académie des Lyncéens.
Maurizio Calvesi meurt à Rome le 24 juillet 2020 à l'âge de 92 ans.

## Publications
- Roberto Melli, De Luca, 1954,
- Le arti in Vaticano, Skira, 1961,
- Le incisioni dei Carracci, C.E.A.C., 1965,
- Le due avanguardie, Lerici, 1966 ; Laterza, 1970 - 2008,
- Dinamismo e simultaneità nella poetica futurista, Fabbri, 1967; (vol. V de L’Arte Moderna),
- Il Futurismo, Fabbri, 1969,
- Architettura barocca in Terra d’Otranto (avec M. Manieri Elia, Bestetti, 1972,
- Duchamp invisibile, Officina, 1975,
- Avanguardia di massa, Feltrinelli, 1978,
- Il sogno di Polifilo predestino, Officina, 1980,
- La Metafisica schiarita, Feltrinelli, 1982,
- Le realtà del Caravaggio,Einaudi, 1990,
- La Melanconia di Albrecht Dürer,Einaudi, 1993,
- Piero della Francesca, RCS Libri, 1998,
- La « Pugna d’amore in sogno » di Francesco Colonna romano, Lithos Editrice, 1996,
- Storia della seduzione,Sellerio, 2000,
- Gli incantesimi di Bomarzo. Il Sacro Bosco tra arte e letteratura, Bompiani, 2001.